# Pyrtaula lurida
Pyrtaula lurida är en tvåvingeart som beskrevs av Daniel William Coquillett 1895. Pyrtaula lurida ingår i släktet Pyrtaula och familjen platthornsmyggor. Inga underarter finns listade i Catalogue of Life.